# Guna Makmur
Guna Makmur is een bestuurslaag in het regentschap Ogan Komering Ulu van de provincie Zuid-Sumatra, Indonesië. Guna Makmur telt 320 inwoners (volkstelling 2010).